# بوريس لياتوشينسكي
بوريس ميكولايوفيتش لياتوشينسكي (بالأوكرانية: Бори́с Миколáйович Лятоши́нський)‏؛ المعروف أيضًا باسم بوريس نيكولاييفيتش لياتوشينسكي (بالروسية: Бори́с Николаевич Лятоши́нский)‏، (3 يناير 1895 – 15 أبريل 1968) هو ملحن ومعلم أوكراني، والذي يعتبر من الملحنين الأوكرانيين البارزين في القرن العشرين، حاصل على العديد من الجوائز، بما في ذلك اللقب الفخري لفنان الشعب في جمهورية أوكرانيا الاشتراكية السوفيتية وجائزتي الدولة السوفيتية.
بعد أن أنهى دراسته في عام 1913، التحق بكلية الحقوق في جامعة كييف، وبعد تخرجه عُين لتدريس الموسيقى في معهد كييف الموسيقي (أكاديمية تشايكوفسكي الوطنية للموسيقى)، وخلال الثلاثينيات القرن الماضي سافر إلى طاجيكستان لدراسة الموسيقى الشعبية من عام 1935 إلى عام 1938، وقام بتدريس التوزيع الأوركسترالي في معهد موسكو الموسيقي من عام 1941 إلى عام 1944.

## روابط خارجية
- بوريس لياتوشينسكي على موقع IMDb (الإنجليزية)
- بوريس لياتوشينسكي على موقع ميوزك برينز (الإنجليزية)
- بوريس لياتوشينسكي على موقع أول ميوزيك (الإنجليزية)
- بوريس لياتوشينسكي على موقع قاعدة بيانات الفيلم (الإنجليزية)